# Hydrellia propinqua
Hydrellia propinqua är en tvåvingeart som beskrevs av Einar Wahlgren 1947. Hydrellia propinqua ingår i släktet Hydrellia och familjen vattenflugor.
Artens utbredningsområde är Sverige. Arten är reproducerande i Sverige. Inga underarter finns listade i Catalogue of Life.